# Сражение на реке Ольшанице (1150)
Сражение на реке Ольшанице — один из эпизодов войны между Изяславом Мстиславичем киевским и его дядей Юрием Долгоруким и их союзниками, когда киевский князь, не прибегший к широкому сбору войск, был разбит войском одного крупного княжества (Галицкого).

## Ход событий
После похода Юрия на Волынь, когда Владимир галицкий выступил посредником при заключении мира между Юрием и Изяславом, Изяслав без подготовки занял Киев. Юрий отступил за Днепр и стал собирать войско на его левом берегу с Давыдовичами, Святославом Ольговичем и Святославом Всеволодовичем. Одновременно с этим Владимир Галицкий выступил против Изяслава и вторгся в Поросье. В нём были оставлены гарнизоны чёрных клобуков, основные же их силы отступили к Киеву на соединение с Изяславом. Изяслав двинулся через Звенигород, перешёл Стугну и Ольшаницу, после чего узнал от разведчиков о том, что галичане стоят в верховьях реки. Два войска располагались на разных берегах.
Подробностей сражения не сохранилось, известно только, что начали его стрелки с обеих сторон, затем под натиском противника дрогнули чёрные клобуки, а затем бежала и дружина Изяслава. Сохранилось обращение к нему чёрных клобуков (ты наш князь, коли силён будешь). Во время отступления киевляне понесли большие потери убитыми и пленными.
Вернувшись в Киев, Изяслав узнал о начале переправы Юрия и Святославичей через Днепр, и покинул город. Опасаясь галичан, киевляне приняли на княжение Юрия. Владимир прошёл к Ольговой могиле, к Десятинной церкви, а в Киево-Печерском монастыре встретился с Юрием.
Было организовано стратегическое преследование отступившего из Киева Изяслава. Святослав Всеволодович и Борис Юрьевич преследовали его до Чёртова леса. Затем Владимир галицкий выгнал Мстислава Изяславича из занятого им Дорогобужа в Луцк, затем подступил к Луцку, где княжил Владимир Мстиславич, но не смог его взять, и ушёл в Галич, посадив в Дорогобуже Мстислава Юрьевича.